# 安格爾頓
安格爾頓（英語：Angleton）是一個位於美國德克薩斯州布拉佐里亞縣的城市。根據2010年美國人口普查，該地共人口18862人，而該地的面積約為29.24平方千米。同時該地也是布拉佐里亞縣的縣治。

## 地理
安格爾頓的座標為29°09′59″N 95°25′51″W / 29.16639°N 95.43083°W，而該地的平均海拔高度為9米（即30英尺）。